# E. E. 커밍스

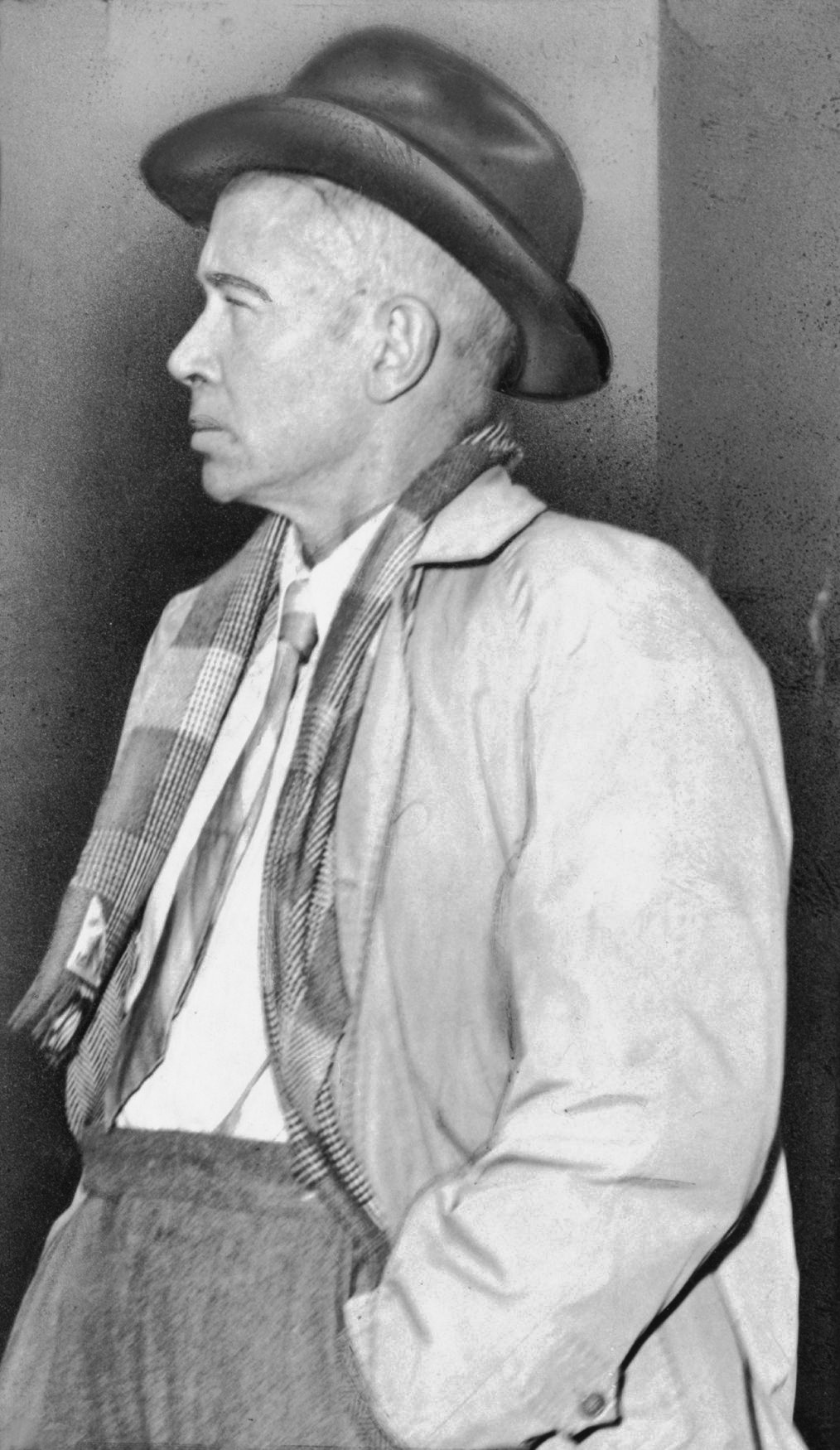

에드워드 에스틀린 커밍스(Edward Estlin Cummings, 1894년 10월 14일 – 1962년 9월 3일)는 미국의 시인이다.
실험파 시인. 매사추세츠주에서 태어나 하버드 대학을 졸업한 후 제1차 세계대전에 참가한다. 스파이 혐의로 프랑스 감옥에 들어가서 얻은 체험이 전쟁소설 <거대한 방>(1922)이 되어 나왔다. <튤립과 굴뚝>(1923)를 비롯하여 20여 권의 시집에 새롭고도 기이한 제목을 붙이기도 하고 색다른 활자를 사용하기도 해서 주목되었는데 시의 내용에는 서정적인 것이 많다. 통상 서명의 두문자(頭文字)에도 소문자를 썼다.